# Gabriela Guimarães
Gabriella Guimarães, född 19 maj 1994 i Belo Horizonte, Brasilien, är en brasiliansk volleybollspelare (vänsterspiker).
Hon deltog med landslaget när de tog silver vid OS 2020 och brons vid VM 2014. På klubbnivå spelade hon med brailianska klubbar till 2019 och hann under denna perioden bli brasiliansk mästare sex gånger. Hon gick över till den turkiska klubben Vakıfbank SK 2019 och har med dem bland annat vunnit världsmästerskapet i volleyboll för klubblag och CEV Champions League. Hon utsågs till mest värdefulla spelare vid CEV Champions League 2021-2022.